# Lauritz Rasmussen
 Der er flere personer med dette navn, se Lauritz Rasmussen (flertydig).
Lauritz Godtfred Rasmussen (11. juni 1824 i København – 24. april 1893 sammesteds) var en dansk zink- og bronzestøber, grundlægger af firmaet af samme navn.
Han var født i København, hvor hans fader, Niels Godtfred Rasmussen, var høker. Han kom 30. juni 1839 i lære som gørtler hos H. Dalhoff, broder til hofguldsmed J.B. Dalhoff, der udførte alt muligt metalarbejde. I sommeren 1844 var Lauritz Rasmussen udlært med svendestykke i form af en bronzeret og ferniseret bordlampe. Han rejste 6. maj 1845 til udlandet, hvor han fra sit første stoppested, Stettin, drog til Berlin, Warschau og derfra til Dresden, Meissen, München, Wien og Konstantinopel, hvorfra han under forskellige eventyrlige oplevelser over Galatz og Wien vendte tilbage til München. Her arbejdede han i det Stieglmayerske bronzestøberi med på den kæmpemæssige statue Bavaria, der var formet af Ludwig Schwanthaler.
1853 kom han tilbage til København, hvor han etablerede sig i små forhold og den 2. november 1854 løste borgerskab som zink- og metalstøber, og nu kunne han gifte sig med den unge pige fra Meissen, som han havde mødt på sin rejse. 30. april 1855 ægtede han i Meissen Auguste Emilie Rost (25. januar 1829 i Bonitzsch – 15. maj 1885 i København), datter af vinbjergejer Rost i Meissen, Sachsen. Værkstedet var indrettet i det fædrene hus i Åbenrå 22, hjørnet af Hauser Plads, og det var først, da G.F. Hetsch var blevet opmærksom på hans dygtighed, at der kom skub i hans virksomhed.
I 1857 flyttedes virksomheden fra Åbenrå til Sankt Annæ Gade 34 på Christianshavn, hjørnet af Amagergade. Efter 8 år på dette sted flyttede Lauritz Rasmussen sit hjem og sin virksomhed til Læssøesgade 17 på Nørrebro, som han overtog fra en anden bronzestøber, Thomsen. Omkring 1880 indrettede han et udsalg i Nørre Voldgade 78, som blev suppleret med endnu et værksted. Det lukkede han dog igen i 1888 og samlede atter forretningen i Læssøesgade.
Fra hans støberi udgik fra 1872 en række kendte, i zink eller bronze støbte statuer, fx F.E. Rings frontongruppe til Det Kongelige Teater, syv af statuerne til Frederikskirkens (Marmorkirkens) tag, Vilhelm Bissens Athena-gruppe over Blegdamshospitalets hovedportal og Tycho Brahes statue ved Københavns Universitets Observatorium.
1883 udnævntes han til Hof-Sink- og Metalstøber. Fra 1875 var han medlem af Industriforeningens repræsentantskab, og da han 24. april 1893 afgik ved døden, var han tillige næstformand i Foreningen til Lærlingers Uddannelse. Han blev i 1892 Ridder af Dannebrog.
Han er begravet på Assistens Kirkegård. Der findes et maleri af Edvard Harald Bentzen (tidligere på støberiets kontor). Gipsbuste (1877), to bronzerelieffer og en bronzeplakette af samme (tidligere i støberiet). Træsnit efter fotografi.
Støberiet gik efter hans død over til sønnerne Carl Rasmussen og Herman Rasmussen (udtrådt af firmaet 1900).